# هنري وايت (أمين الخزينة)
هنري وايت (بالإنجليزية: Henry White) هو أمين الخزينة جنوب أفريقي، ولد في 17 أبريل 1813، وتوفي في 9 ديسمبر 1894.